# Garypus ornatus
Garypus ornatus es una especie de arácnido del orden Pseudoscorpionida de la familia Garypidae.

## Distribución geográfica
Se encuentra en las Islas Marshall.